# 198-я штурмовая авиационная дивизия
198-я штурмовая авиационная Варшавская Краснознамённая дивизия (198-я шад) — соединение Военно-воздушных сил (ВВС) Вооружённых сил РККА штурмовой авиации, принимавшее участие в боевых действиях Великой Отечественной войны.

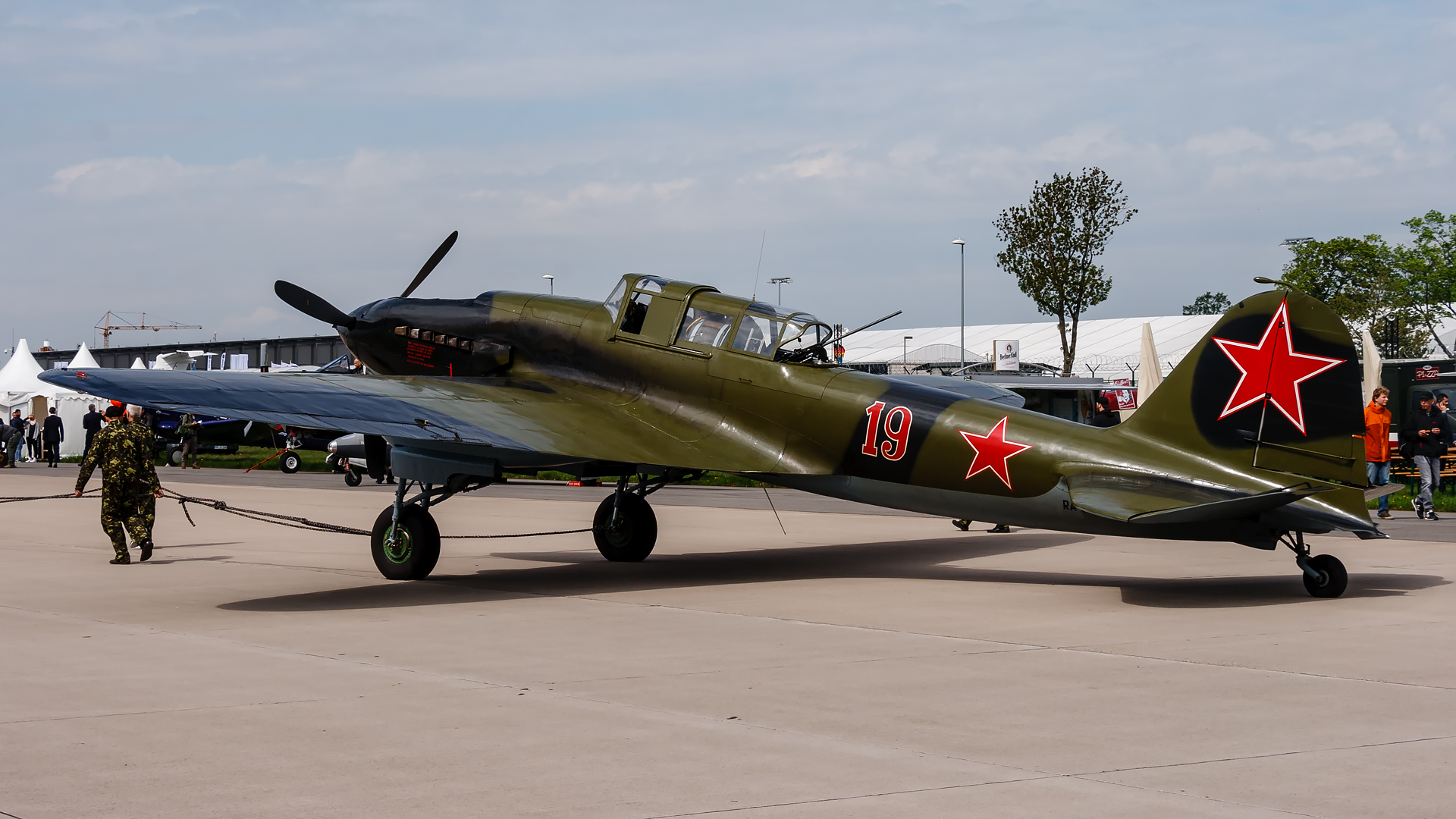
Конструкторы называли разработанный ими штурмовик Ил-2 «летающим танком», пилоты-истребители люфтваффе прозвали его «бетонным самолётом» (нем. Betonflugzeug), солдаты вермахта называли его «чумой» (нем. Schwarzer Tod, дословно: «чёрная смерть»).

## Наименования дивизии
- 198-я штурмовая авиационная дивизия;
- 198-я штурмовая авиационная Варшавская дивизия;
- 198-я штурмовая авиационная Варшавская Краснознамённая дивизия;
- Полевая почта 27801.

## История и боевой путь дивизии
198-я штурмовая авиационная дивизия начала своё формирование Приказом НКО СССР в январе 1944 года и была сформирована к февралю 1944 года в составе 6-го штурмового авиационного корпуса Резерва Верховного Главного Командования.
В составе действующей армии дивизия находилась с 7 июля по 8 сентября 1944 года, с 7 по 27 октября 1944 года и с 25 ноября 1944 года по 9 мая 1945 года.
После войны 198-я штурмовая авиационная Варшавская Краснознамённая дивизия базировалась в составе 6-го штурмового Люблинского Краснознамённого авиакорпуса 16-й воздушной армии со 2 июня 1945 года в составе Группы советских оккупационных войск в Германии на аэродромном узле Вернойхен (Вернойхен). В ноябре дивизия передала 41-й штурмовой авиаполк в состав 3-й гвардейской шад, а 1 декабря — 567-й штурмовой авиаполк в состав 197-й шад.
198-я штурмовая авиационная Варшавская Краснознамённая дивизия в декабре 1945 года была расформирована в составе 16-й воздушной армии Группы советских оккупационных войск в Германии на аэродроме Вернойхен (Вернойхен).

## Командир дивизии
- Герой Советского Союза полковник Белоусов Владимир Игнатьевич[4], период нахождения в должности: с 14 марта 1944 года по август 1946 года. Назначен командиром 277-й шад 13-й ВА Ленинградского военного округа.

## В составе объединений
| Дата          | Фронт (округ)                                   | Армия                | Корпус                           | Примечания |
| ------------- | ----------------------------------------------- | -------------------- | -------------------------------- | ---------- |
| 01.01.1944 г. | Резерв Ставки ВГК                               | -                    | 6-й штурмовой авиационный корпус | -          |
| 01.02.1944 г. | 2-й Украинский фронт                            | 5-я воздушная армия  | 6-й штурмовой авиационный корпус | -          |
| 25.03.1944 г. | Резерв Ставки ВГК                               | -                    | 6-й штурмовой авиационный корпус | -          |
| 01.04.1944 г. | Харьковский военный округ                       | ВВС округа           | 6-й штурмовой авиационный корпус | -          |
| 07.07.1944 г. | 1-й Белорусский фронт                           | 6-я воздушная армия  | 6-й штурмовой авиационный корпус | -          |
| 01.08.1944 г. | 1-й Белорусский фронт                           | 16-я воздушная армия | 6-й штурмовой авиационный корпус | -          |
| 08.09.1944 г. | Резерв Ставки ВГК                               | -                    | 6-й штурмовой авиационный корпус | -          |
| 07.10.1944 г. | 1-й Белорусский фронт                           | 16-я воздушная армия | -                                | -          |
| 27.10.1944 г. | Резерв Ставки ВГК                               | -                    | 6-й штурмовой авиационный корпус | -          |
| 25.11.1944 г. | 1-й Белорусский фронт                           | 16-я воздушная армия | 6-й штурмовой авиационный корпус | -          |
| 09.05.1945 г. | 1-й Белорусский фронт                           | 16-я воздушная армия | 6-й штурмовой авиационный корпус | -          |
| 10.06.1945 г. | Группа советских оккупационных войск в Германии | 16-я воздушная армия | 6-й штурмовой авиационный корпус | -          |
| 01.01.1946 г. | Группа советских оккупационных войск в Германии | 16-я воздушная армия | 6-й штурмовой авиационный корпус | -          |

## Части и отдельные подразделения дивизии
За весь период своего существования боевой состав дивизии не претерпевал изменения:
| Период                  | Наименование                     | Вооружение                                  |
| ----------------------- | -------------------------------- | ------------------------------------------- |
| 01.01.1944 — 20.11.1945 | 41-й штурмовой авиационный полк  | Ил-2, передан в состав 3-й гвардейской шад. |
| 01.01.1944 — 01.12.1945 | 567-й штурмовой авиационный полк | Ил-2, передан в состав 197-й шад            |
| 01.01.1944 — 01.01.1946 | 945-й штурмовой авиационный полк | Ил-2, расформирован                         |

## Участие в операциях и битвах

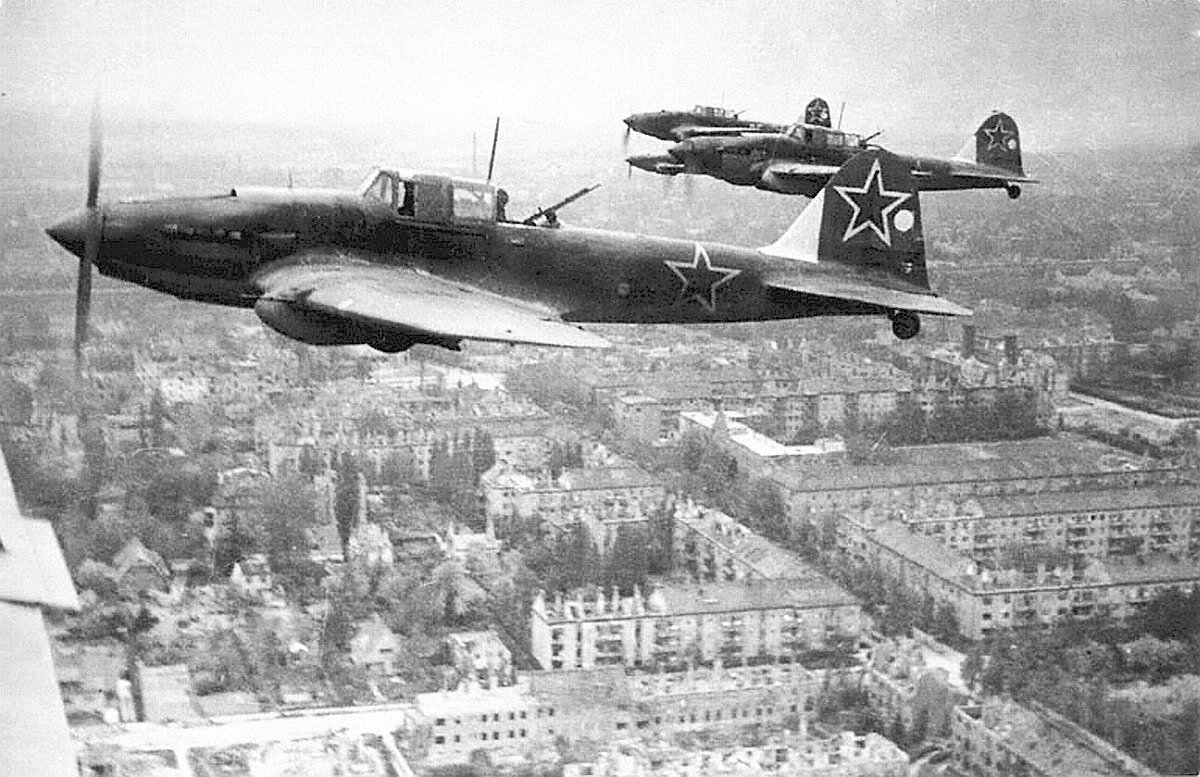
Звено Ил-2м 567-го полка над Берлином в мае 1945 года.

- Белорусская операция «Багратион» с 7 июля 1944 года по 29 августа 1944 года.
- Минская операция[5] с 29 июня 1944 года по 4 июля 1944 года
- Люблин-Брестская операция[5] с 18 июля 1944 года по 2 августа 1944 года.
- Висло-Одерская операция с 12 января 1945 года по 3 февраля 1945 года.
- Варшавско-Познанская операция[5] с 14 января 1945 года по 3 февраля 1945 года.
- Восточно-Померанская операция[5] с 10 февраля 1945 года по 20 марта 1945 года.
- Берлинская операция[5] с 16 апреля 1945 года по 8 мая 1945 года.

## Почётные наименования
- 198-й штурмовой авиационной дивизии за отличие в боях при овладении городом Варшава — важнейшим стратегическим узлом обороны немцев на реке Висла Приказом НКО СССР от 19 февраля 1945 года на основании Приказа ВГК № 223 от 17 января 1945 года присвоено почётное наименование«Варшавская»[6].
- 567-му штурмовому авиационному полку за отличие в боях при разгроме берлинской группы немецких войск овладением столицы Германии городом Берлин — центром немецкого империализма и очагом немецкой агрессии Приказом НКО СССР № 111 от 11 июня 1945 года на основании Приказа ВГК № 359 от 2 мая 1945 года присвоено почётное наименование «Берлинский»[7].
- 945-му штурмовому авиационному полку за отличие в боях при разгроме берлинской группы немецких войск овладением столицы Германии городом Берлин — центром немецкого империализма и очагом немецкой агрессии Приказом НКО СССР № 111 от 11 июня 1945 года на основании Приказа ВГК № 359 от 2 мая 1945 года присвоено почётное наименование «Берлинский»[7].

## Награды
- 198-я штурмовая авиационная Варшавская дивизия Указом Президиума Верховного Совета СССР от 11 июня 1945 года за образцовое выполнение заданий командования в боях с немецкими захватчиками при овладении столицей Германии городом Берлин и проявленные при этом доблесть и мужество награждена орденом Красного Знамени[8].
- 41-й штурмовой авиационный Воронежский полк Указом Президиума Верховного Совета СССР от 11 июня 1945 года за образцовое выполнение заданий командования в боях с немецкими захватчиками при овладении столицей Германии городом Берлин и проявленные при этом доблесть и мужество награждён орденом «Красного Знамени»[8].

## Благодарности Верховного Главнокомандующего
Воинам дивизии Верховным Главнокомандующим объявлены благодарности:
- За отличие в боях при овладении городом Варшава — важнейшим стратегическим узлом обороны немцев на реке Висла[6].
- За отличие в боях при овладении городами и крупными узлами коммуникаций Сохачев, Скерневице и Лович — важными опорными пунктами обороны немцев[9].
- За отличие в боях при овладении городами Лодзь, Кутно, Томашув (Томашов), Гостынин и Ленчица[10].
- За отличие в боях при овладении городами Бервальде, Темпельбург, Фалькенбург, Драмбург, Вангерин, Лабес, Фрайенвальде, Шифельбайн, Регенвальде и Керлин — важными узлами коммуникаций и сильными опорными пунктами обороны немцев в Померании[11].
- За отличие в боях при овладении городами Бельгард, Трептов, Грайфенберг, Каммин, Гюльцов и Плате — важными узлами коммуникаций и сильными опорными пунктами обороны немцев в Западной Померании.[12].

## Отличившиеся воины дивизии
- Зверьков Пётр Павлович, капитан, помощник по Воздушно-Стрелковой Службе командира 41-го штурмового авиационного полка 198-й штурмовой авиационной дивизии 16-й воздушной армии Указом Президиума Верховного Совета СССР 15 мая 1946 года удостоен звания Герой Советского Союза. Золотая Звезда № 7055.
- Кириллов Александр Семёнович, капитан, командир эскадрильи 41-го штурмового авиационного полка 198-й штурмовой авиационной дивизии 16-й воздушной армии Указом Президиума Верховного Совета СССР 15 мая 1946 года удостоен звания Герой Советского Союза. Золотая Звезда № 7056.
- Круглов Павел Михайлович, капитан, штурман 567-го штурмового авиационного полка 198-й штурмовой авиационной дивизии 16-й воздушной армии Указом Президиума Верховного Совета СССР 23 февраля 1945 года удостоен звания Герой Советского Союза. Золотая Звезда № 5968.

## Базирование
| Период            | Место базирования               |
| ----------------- | ------------------------------- |
| 05.1945 — 05.1946 | Вернойхен (Вернойхен), Германия |